# Nadodrze (Głogów)
Osiedle Nadodrze w Głogowie – dzielnica mieszkaniowo-przemysłowa w Głogowie.
Mieści się tutaj siedziba Urzędu Skarbowego oraz Telewizji Master. Na terenie osiedla powstała Zachodnia Dzielnica Przemysłowa, jako zachęta dla inwestorów. Znajduje się tutaj klub Protector – największa dyskoteka LGOM-u.

## Główne ulice
- Adama Mickiewicza
- Elektryczna
- Marii Skłodowskiej-Curie
- Przemysłowa

## Granice osiedla
Północ – Odra
Południe – Chrobry, Brzostów, Gmina Głogów
Wschód – Wyspa Katedralna, Matejki
Zachód – Biechów

## Komunikacja miejska
Na osiedle Nadodrze można dojechać autobusami KM Głogów następującymi liniami:
- 0 - Piastów - Kopernik
- 2 - Jerzmanowa - Dworzec PKP
- 3 - Osadników (Krzepów) - Cmentarz Brzostów (ul. Świerkowa)